# Dave Hainsworth
Dave Hainsworth (né le 29 octobre 1948 à Kitchener dans la province de l'Ontario au Canada) est un joueur puis un entraîneur de hockey sur glace. Il évoluait au poste de gardien de but. Il est le neveu de George Hainsworth, ancien gardien de hockey.

## Carrière
Il commence sa carrière à 15 ans, au sein des Rangers de Kitchener, équipe de la Ligue de hockey de l'Ontario (LHO), en 1963-1964. La saison suivante, pour obtenir plus de temps de jeux, il évolue au sein des Greenshirts de Kitchener, dans la Ligue de hockey junior de l'Ontario (LHJO). En 1965-1966, il est à nouveau avec les Rangers, mais n’obtient que 6 matchs. En 1966-1967, il joue à nouveau pour les Greenshirts et obtient, pour la saison suivante, le poste de gardien titulaire au sein de l’effectif des Rangers.
Pour la saison 1968-1969, il signe son premier contrat pro à 20 ans et va défendre les couleurs des Blades de New Haven en Eastern Hockey League (EHL) avec qui il évoluera jusqu’en 1971. Lors de la saison 1969-1970, il est nommé joueur le plus utile de la Ligue et il est nommé deux fois joueur étoile de la ligue .
Lors de la saison 1971-1972, il est échangé aux Mohawks de Muskegon, une équipe évoluant dans la Ligue internationale de hockey (LIH), avec qui il réussit 264 minutes sans encaisser un but, son record.
Lors de la saison 1973-1974, il signe un contrat avec les Six-Guns d'Albuquerque en Ligue centrale de hockey (LCH), mais après un match, il change d’équipe et rejoint les Roadrunners de Phoenix en Western Hockey League (WHL).
La saison suivante, il retourne avec les Mohawks de Muskegon. Ils finissent champion de la saison, mais sont éliminés en demi-finale des séries éliminatoires.
En 1975-1976, il tente sa chance en Ligue américaine de hockey ( LAH), auprès des Clippers de Baltimore. À la fin de la saison, il met entre parenthèses sa carrière de joueur pour commencer une nouvelle d’entraineur.
Entre 1976 et 1978, il est entraineur des gardiens du Branford Hockey Club, évoluant  dans la ligue de hockey amateur du sud du connecticut. Il remporte avec eux le championnat de 1977-1978.
La saison suivante, il est assistant auprès de l’équipe de l’Université de Yale évoluant dans le championnat d’ECAC.
À partir de la saison 1981-1982, il est membre de l’entourage de l’équipe des Nighthawks de New Haven, pour qui il rechausse les patins pour 5 matchs et entraine les gardiens jusqu’en 1989.
De 2000 à 2005, il est entraineur des gardiens pour l’université de Yale.

## Vie privée
Il est marié à Nancy Hainsworth et a deux filles, Colleen et Katie.
De 1976 à 1999, il est patron de son entreprise Hainsworth Sports.
Il s’implique dans les conseils consultatifs du département parcs et loisirs de la ville de New Haven .

## Statistiques
| Saison    | Équipe                   | Ligue |                            | Saison régulière           | Saison régulière           | Saison régulière           | Saison régulière           | Saison régulière           | Saison régulière           | Saison régulière           |                            | Séries éliminatoires       | Séries éliminatoires       | Séries éliminatoires       | Séries éliminatoires       | Séries éliminatoires       | Séries éliminatoires | Séries éliminatoires |
| Saison    | Équipe                   | Ligue | PJ                         | Min                        | BC                         | Moy                        | % Arr                      | Bl                         | Pun                        | PJ                         | Min                        | BC                         | Moy                        | % Arr                      | Bl                         | Pun                        |                      |                      |
| 1963-1964 | Rangers de Kitchener     | LHO   | 2                          |                            | 12                         | 6                          |                            |                            |                            |                            |                            |                            |                            |                            |                            |                            |                      |                      |
| 1964-1965 | Greenshirts de Kitchener | LHJO  | 37                         |                            | 117                        | 3,19                       |                            | 2                          |                            |                            |                            |                            |                            |                            |                            |                            |                      |                      |
| 1965-1966 | Rangers de Kitchener     | LHO   | 6                          |                            | 27                         | 4.26                       |                            | 1                          |                            |                            |                            |                            |                            |                            |                            |                            |                      |                      |
| 1966-1967 | Greenshirts de Kitchener | LHJO  | Statistiques indisponibles | Statistiques indisponibles | Statistiques indisponibles | Statistiques indisponibles | Statistiques indisponibles | Statistiques indisponibles | Statistiques indisponibles | Statistiques indisponibles | Statistiques indisponibles | Statistiques indisponibles | Statistiques indisponibles | Statistiques indisponibles | Statistiques indisponibles | Statistiques indisponibles |                      |                      |
| 1967-1968 | Rangers de Kitchener     | LHO   | 33                         |                            |                            |                            |                            |                            | 2                          |                            |                            |                            |                            |                            |                            |                            |                      |                      |
| 1968-1969 | Blades de New Haven      | EHL   | 47                         | 2 817                      | 182                        | 3,66                       |                            | 2                          | 4                          | 10                         |                            |                            |                            |                            |                            |                            |                      |                      |
| 1969-1970 | Blades de New Haven      | EHL   | 69                         |                            |                            |                            |                            |                            |                            | 11                         |                            |                            |                            |                            |                            |                            |                      |                      |
| 1970-1971 | Blades de New Haven      | EHL   | 70                         |                            |                            |                            |                            |                            |                            | 11                         |                            |                            |                            |                            |                            |                            |                      |                      |
| 1971-1972 | Blades de New Haven      | EHL   | 23                         |                            |                            |                            |                            |                            |                            |                            |                            |                            |                            |                            |                            |                            |                      |                      |
| 1971-1972 | Mohawks de Muskegon      | LIH   | 10                         |                            |                            |                            |                            |                            |                            | 1                          |                            |                            |                            |                            |                            |                            |                      |                      |
| 1972-1973 | Mohawks de Muskegon      | LIH   | 53                         | 3 174                      | 167                        | 3,16                       |                            | 8                          | 15                         |                            |                            |                            |                            |                            |                            |                            |                      |                      |
| 1973-1974 | Six-Guns d'Albuquerque   | LCH   | 1                          |                            |                            |                            |                            |                            |                            |                            |                            |                            |                            |                            |                            |                            |                      |                      |
| 1973-1974 | Roadrunners de Phoenix   | WHL   | 26                         | 1 459                      | 99                         | 4,07                       | 87,1                       | 0                          | 6                          |                            |                            |                            |                            |                            |                            |                            |                      |                      |
| 1974-1975 | Mohawks de Muskegon      | LIH   | 62                         | 3 464                      | 172                        | 2,98                       |                            | 4                          | 32                         | 12                         |                            |                            |                            |                            |                            |                            |                      |                      |
| 1975-1976 | Clippers de Baltimore    | LAH   | 55                         | 3 221                      | 202                        | 3,76                       |                            | 1                          | 22                         |                            |                            |                            |                            |                            |                            |                            |                      |                      |
| 1981-1982 | Nighthawks de New Haven  | LAH   | Statistiques indisponibles | Statistiques indisponibles | Statistiques indisponibles | Statistiques indisponibles | Statistiques indisponibles | Statistiques indisponibles | Statistiques indisponibles | 2                          |                            |                            |                            |                            |                            |                            |                      |                      |
| 1981-1982 | Nighthawks de New Haven  | LAH   | Statistiques indisponibles | Statistiques indisponibles | Statistiques indisponibles | Statistiques indisponibles | Statistiques indisponibles | Statistiques indisponibles | Statistiques indisponibles | 2                          |                            |                            |                            |                            |                            |                            |                      |                      |
| 1984-1985 | Nighthawks de New Haven  | LAH   | 1                          | 5                          | 2                          | 24                         | 50                         |                            |                            |                            |                            |                            |                            |                            |                            |                            |                      |                      |
| 1985-1986 | Nighthawks de New Haven  | LAH   | 2                          | 29                         | 1                          | 2,07                       | 93,3                       |                            |                            |                            |                            |                            |                            |                            |                            |                            |                      |                      |